# Juan José Benayas
Juan José Benayas Sánchez Cabezudo (nacido en Torrijos, provincia de Toledo el 8 de marzo de 1899-Madrid, el 23 de abril de 1989) fue un político español. 
Hijo de José Benayas y Benayas y nieto del político Manuel Benayas Portocarrero, sus dos hermanos llamados Ángel y Alberto murieron tras ser víctimas de la Represión en la zona republicana durante la Guerra Civil Española. A fecha 31 de diciembre de 1937 estaba preso en la cárcel de Zapatari en Donostia, ciudad que había sido ocupada por los sublevados el 13 de septiembre del año anterior. Esta cárcel provisional ocupaba los edificios que habían sido cuartel de la Guardia de Asalto republicana y funcionaba como anexo de cárcel provincial de Ondarreta.
Licenciado en Derecho, comenzó a trabajar como abogado en Madrid, y más tarde fue Decano del Colegio de Registradores.

## Carrera política
Juan José, entró en política siendo miembro del Derecha Liberal Republicana, liderado por Niceto Alcalá-Zamora. Posteriormente fue nombrado director general de Reforma Agraria en septiembre de 1933 (Gaceta de Madrid del 15) y el día 3 de abril del año 1935, Ministro de Agricultura de España, en el gobierno presidido por Alejandro Lerroux, hasta el día 6 de mayo de 1935.
Después de la Guerra Civil Española, fue miembro de la Organización Sindical Española o (Sindicato Vertical), y entre 1949-1952 fue procurador en Cortes en la III Legislatura, siendo elegido representante de los empresarios del Sindicato Nacional del Azúcar.

## Vida privada
Juan José Benayas era perteneciente a la burguesía terrateniente proveniente de familia.
Casado con Dolores Agulló Soler en Madrid el día 5 de septiembre del año 1933, tuvieron cuatro hijos: (Alicia, Jaime, Mercedes y Dolores).

## Reconocimientos
- En su pueblo natal (Torrijos), se ha puesto una calle en su honor llamada (Calle Ministro Juan José Benayas).